# Garbure

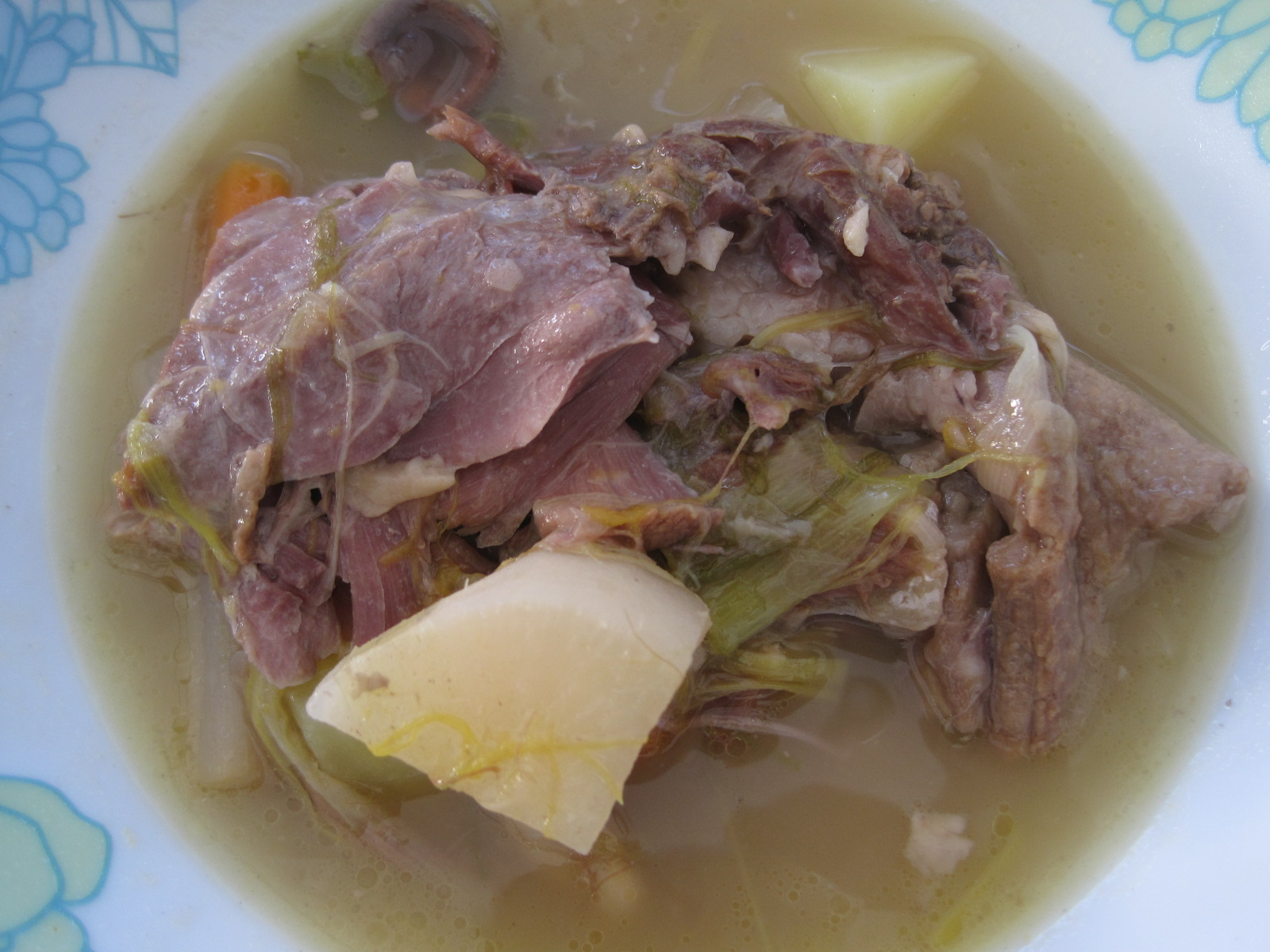
Garbure.

La garbure es una sopa de col mezclada con otras hortalizas, típica de la cocina del suroeste de Francia. Puede contener carnes. Este plato constituía antiguamente el alimento principal de los campesinos gascones, variando en su preparación según los recursos disponibles en cada estación.

## Características
Lo invariable de la receta consiste en cocer largamente una mezcla de verduras en la que predomina la col. La lista de las hortalizas no es exhaustiva y se suele echar: alubias, judías verdes, habas, patatas, nabos, guisantes, y tradicionalmente se echaba también castañas, ortiga y borraja. Las carnes, en proporción muy inferior, pueden ser: muslo de pato confitado, codillo o costillas de cerdo, punta de jamón, carcasa y huesos de pato o ganso, y hasta se pueden añadir mollejas o salchichón.
Una fiesta dedicada a esta sopa se celebra cada primer domingo de septiembre en Oloron-Sainte-Marie, donde se organiza un concurso de garbure. 
Asimismo, una sopa gigante para 1500 comensales forma parte del programa de fiestas de la localidad de Ger, en el último fin de semana de julio.